# Scission du grand-duché de Luxembourg
Ne doit pas être confondu avec Partitions du Luxembourg.

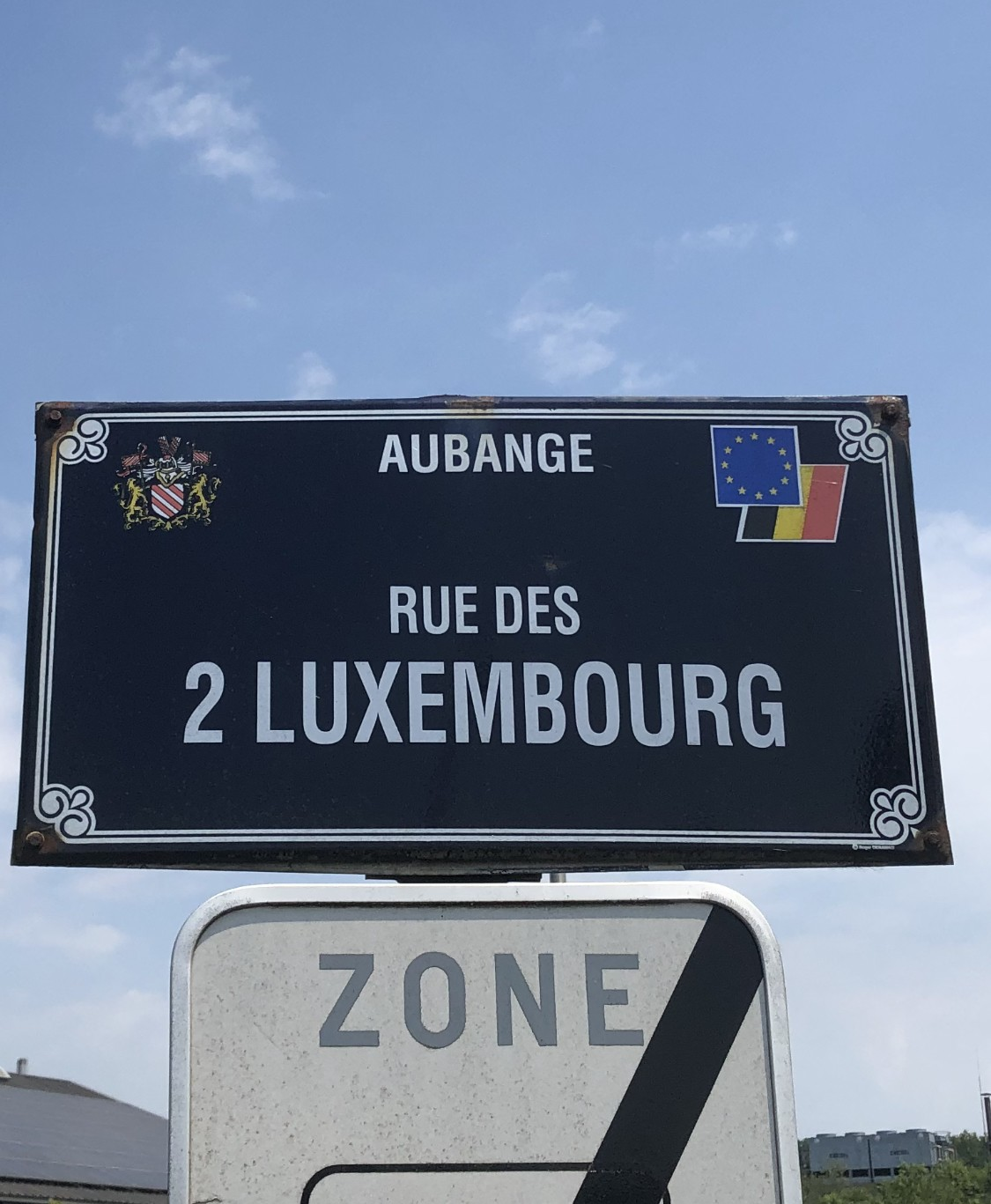
Plusieurs rues portent le nom de « deux Luxembourg », eu égard à la scission du grand-duché, comme ici à Athus (commune d'Aubange), en Belgique.

La scission du grand-duché de Luxembourg, formalisée par le troisième traité de Londres le 19 avril 1839, désigne la séparation du grand-duché de Luxembourg en deux parties : l'une revenant à la Belgique (la province de Luxembourg) et l'autre rendue à la monarchie néerlandaise, son propriétaire initial qui dispose de ce territoire à titre personnel et héréditaire depuis le congrès de Vienne de 1815. Les deux États formaient alors une union personnelle : Guillaume Ier d'Orange-Nassau étant à la fois le grand-duc de Luxembourg ainsi que le roi des Pays-Bas.
Cette scission prend ses racines après la révolution belge lorsque, le 16 octobre 1830, le gouvernement provisoire de Belgique proclame unilatéralement l'annexion du Luxembourg au nouvel état fraîchement indépendant du royaume uni des Pays-Bas. Un premier traité fut d'abord signé dès 1831 par les puissances européennes, réunies lors de la conférence de Londres, à l'exception notable des Pays-Bas. Celui-ci reconnaissait les frontières de la Belgique telles que déclarées lors de son indépendance, mais laissaient toutefois la « question du Luxembourg » à des négociations ultérieures entre le futur roi des Belges, celui des Pays-Bas et la confédération germanique, dont le grand-duché était un état membre. Cependant, la guerre belgo-néerlandaise discréditant la jeune Belgique, un deuxième traité fut signé la même année à Londres, dans lequel les puissances organisaient un réagencement territorial et le partage du Luxembourg selon une frontière qui demeure encore aujourd’hui la frontière entre la Belgique et le Luxembourg. Mais, une nouvelle fois, Guillaume Ier refusa de le ratifier, espérant toujours reconquérir ses terres. Il fallut attendre 1839 et le troisième traité pour que la scission s’opère de facto selon les termes établis huit années auparavant.
La scission du grand-duché de Luxembourg a pour particularité d'être opérée sur base de critères linguistiques : la partie occidentale, de langues romanes (appelé le « quartier wallon »), revenant à la Belgique, tandis que la partie orientale, de langues germaniques, demeurant luxembourgeoise, à l'exception notable du Pays d'Arlon, pourtant de patois luxembourgeois, mais rattaché à la Belgique pour des raisons politiques. Après neuf siècles de vie commune, le peuple de l'ancien comté puis duché de Luxembourg est donc séparé, malgré de vifs débats au parlement belge.
Elle s'opéra en même temps que la scission du Limbourg, dont une partie fut rendue aux Pays-Bas, amputant ainsi le territoire belge des 2 209,22 km2 de ce qui deviendra plus tard la province néerlandaise du Limbourg, et des 2 586,4 km2 de l'état indépendant du Luxembourg tel qu'il existe aujourd'hui, incluant la forteresse de Luxembourg qui joua un rôle majeur dans les négociations.
Il s'agit là de la troisième partition du Luxembourg après celle de 1659 et celle de 1815.

## Contexte

### Formation d'un «Grand-duché»

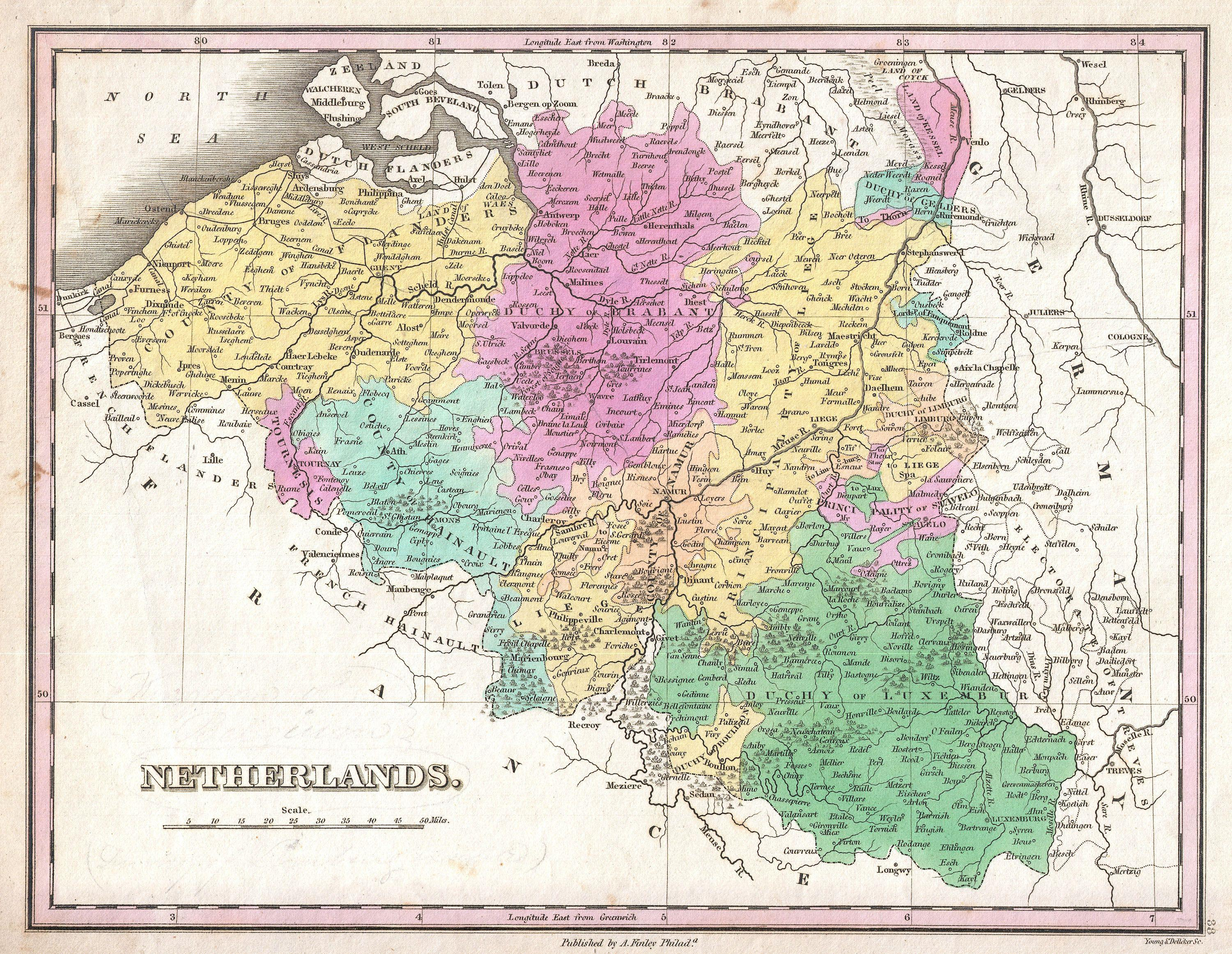
Les anciens duchés et principautés de l'époque médiévale furent abolis lors de l'annexion française de 1795, mais servirent de base à la création des « départements réunis », dont le département des Forêts.

La formation territoriale du Luxembourg d'avant sa scission date de l'annexion française à la première république en 1795. En effet, c'est à ce moment qu'est créé le département des Forêts, qui voit ses frontières basées sur celles de l'ancien duché de Luxembourg, amputées de certains territoires à l'est de la Moselle, de l'Our et de la Sûre, mais agrémentées de ceux de l'ancienne République bouillonnaise. Dès 1802, le département est divisé en quatre arrondissements et vingt-huit cantons.
A la fin des guerres napoléoniennes et du Premier Empire, les puissances européennes victorieuses déclarent les anciens territoires annexés par la France « vacants ». Afin de déterminer l'attribution de ces terres et de redessiner les cartes de l'Europe, les vainqueurs (et la France) se réunissent lors du congrès de Vienne dès 1814. Légitimement, les anciens Pays-Bas autrichiens (y compris le duché de Luxembourg) reviennent aux Habsbourg, qui régnaient alors sur l'empire d'Autriche. Mais ces derniers, peu soucieux de récupérer des terres trop éloignées de leur capitale, Vienne, s’empressent de les négocier contre la Vénétie et la Lombardie, contiguës à l’empire d'Autriche sur lequel ils règnent.
Les puissances souhaitant disposer d'un rempart contre les éventuelles nouvelles ambitions expansionnistes françaises, décident de créer un nouvel état, « tampon » entre la France et la Prusse. C'est ainsi que, le 15 mars 1815, le royaume uni des Pays-Bas voit le jour avec, comme souverain, Guillaume Ier de la maison d'Orange-Nassau. En plus de ce royaume, Guillaume reçoit de nouveaux territoires à titre personnel en échange de la cession à la Prusse des principautés d'Orange-Nassau, situées près de Coblence. Ces nouvelles possessions, situées directement au sud de son royaume, sont réunies sous la forme d'un grand-duché : le grand-duché de Luxembourg. Celui-ci est également rattaché à la confédération germanique, ce qui permet notamment à la Prusse d'obtenir le droit maintenir une garnison de son armée dans la forteresse de Luxembourg, qui est alors une place forte stratégique essentielle. Guillaume 1er devient donc grand-duc du Luxembourg et roi des Pays-Bas, les deux territoires formant alors une union personnelle.
La délimitation territoriale du nouveau grand-duché se fit sur base du département des Forêts, mais avec plusieurs modifications notables. D'une part sur la frontière orientale, où plusieurs territoires furent accordés au grand-duché du Bas-Rhin, selon l'article 25 du congrès de Vienne signé le 9 juin 1815 qui formalise les frontières du royaume de Prusse et ce qui est, encore aujourd'hui, la frontière entre l'Allemagne et le Luxembourg. D'autre part, des ajouts furent réalisés dans la partie occidentale, en provenance de l'ancien département de Sambre-et-Meuse (arrondissement de Marche-en-Famenne et arrondissement de Saint-Hubert).
Le grand-duché de Luxembourg est alors un territoire d'environ 7 000 km2 peuplé par 300 000 habitants, où la langue officielle est le néerlandais mais où deux grands types de dialectes sont parlés : les patois wallons et lorrains, dans la partie francophone à l'ouest, ainsi que les patois luxembourgeois et allemands dans la partie germanophone, à l'est. La langue véhiculaire de la bourgeoisie demeure toutefois le français.

### Révolution belge

Le grand-duché de Luxembourg formait une union personnelle avec le Royaume uni des Pays-Bas de Guillaume Ier d'Orange-Nassau.

Au fil des années, Guillaume Ier est de plus en plus décrié dans les Pays-Bas méridionaux ainsi que dans le grand-duché qu'il traite comme l'une des dix-huit provinces de son nouveau royaume. Il le soumet en effet à la loi fondamentale ainsi qu'à l'administration du royaume uni des Pays-Bas et lui confère d'ailleurs une représentation à la Seconde Chambre des États généraux ainsi que des États provinciaux et un gouverneur. Le mariage forcé entre les différents peuples du royaume ne se passe pas comme prévu, tant d'un point de vue religieux (majorité catholique au sud et protestante au nord), social (l'imposition du néerlandais comme seule langue officielle), que politique, avec de forts avantages octroyés aux « hollandais », notamment dans l'armée. De surcroît, les luxembourgeois étaient obligés de participer au remboursement de la dette néerlandaise considérable datant de l'époque des Provinces-Unies et pour laquelle ils n’étaient donc pas concernés.
Ces différentes tensions mènent à la Révolution belge qui éclate dès le 25 août 1830 à Bruxelles et déclenche la guerre belgo-néerlandaise. Le peuple luxembourgeois se rallie majoritairement aux révolutionnaires à l'exception notable d'un bastion « orangiste », dans la ville de Luxembourg, protégée par sa forteresse où réside une garnison mixte de troupes néerlandaises et prussiennes. Ceux-ci organisent une contre-révolution mais aux conséquences et effets très limités. On voit alors apparaître des drapeaux belges et brabançons dans un certain nombre de localités grand-ducales. Le 30 septembre, la garnison d'Arlon quitte la ville et le 2 octobre c'est au tour de celle de Bouillon de se replier.
Le 3 octobre 1830, un corps franc luxembourgeois est constitué à Luxembourg-ville par Jean-Bernard Marlet, Théodore Pescatore et Dominique Claisse, et s'en va participer aux batailles visant à repousser l'armée néerlandaise vers la frontière des Pays-Bas.
Le 4 octobre 1830, les huit provinces du sud déclarent « l'indépendance du peuple belge, sauf les relations du Luxembourg avec la Confédération germanique. »

### Annexion à la Belgique puis projet de rachat

Un premier partage de la Belgique fut proposé par les Français en 1830 mais refusé par la conférence de Londres qui lui préféra un projet de rachat du grand-duché de Luxembourg.

Profitant de la participation des Luxembourgeois à la Révolution belge, le gouvernement provisoire de Belgique déclare unilatéralement l'annexion du Grand-duché de Luxembourg dès le 16 octobre 1830 et décide d'en faire la neuvième des provinces de Belgique : la province de Luxembourg.
Néanmoins, un problème majeur se pose : le chef-lieu et la plus grande ville du grand-duché, Luxembourg-ville est défendue par sa puissante forteresse où réside une garnison conjointe des armées néerlandaises et prussiennes, selon les accords conclus lors de la convention de Francfort avec la confédération germanique, dont le Luxembourg est un état-membre. Cela empêche le contrôle total du territoire où, de surcroît, naît une contre-révolution issue d'un mouvement « orangiste », soutenu, entre autres, par le gouverneur du Luxembourg de l'époque, Jean-Georges Willmar. La Belgique décide alors de délocaliser temporairement le chef-lieu dans une autre ville et, après plusieurs hésitations, c'est Arlon, ville de langue vernaculaire luxembourgeoise (l'Areler), qui est choisie. Un arrêté lui transfère le siège de l'administration provinciale ainsi qu'un nouveau gouverneur provincial, fidèle aux idées belges : Jean-Baptiste Thorn.
D'un point de vue militaire, le 20 mai, la convention militaire belgo-luxembourgeoise de 1831 est agréée entre le général commandant les forces belges dans la région, Charles Goethals, et le gouverneur civil de la forteresse, Louis-Guillaume de Hesse-Hombourg. Celle-ci réduit le rayon d'influence de la garnison à deux lieues autour de son glacis (au lieu de quatre précédemment), zone dans laquelle la Belgique s'engage à s'abstenir de toute organisation militaire.
D'un point de vue international, un premier projet de partage de la Belgique fut envisagé par les Français dès la fin de 1830, avant d'être refusé par le reste des puissances. Celui-ci devait octroyer l'ensemble du grand-duché (et tous les territoires au sud et à l'est de la Meuse) à la Prusse. C'est finalement une autre solution qui est proposée par la conférence de Londres le 21 mai 1831, avec l'adoption du protocole n° 24 qui envisage l'achat à Guillaume d'Orange-Nassau du grand-duché de Luxembourg par la Belgique : 

« (...)
Ayant égard au vœu énoncé par le gouvernement belge de faire, à titre onéreux, l’acquisition du Grand-duché de Luxembourg, les cinq Puissances promettent d’entamer avec le roi des Pays-Bas, une négociation dot le but serait d’assurer, s’il est possible, à la Belgique, moyennant de justes compensations, la possession de ce pays qui conserverait ses rapports actuels avec la Confédération Germanique ;
Aussitôt après avoir obtenu l’adhésion du gouvernement belge aux bases de séparation, les cinq Puissances porteraient à la connaissance de la Confédération Germanique cette adhésion ainsi que les engagements pris de leur part d’ouvrir une négociation à l’effet d’assurer à la Belgique, s’il est possible, moyennant de justes compensations, la possession du Grand-duché de Luxembourg ; les cinq Puissances inviteraient en même temps la Confédération Germanique à suspendre, pendant le cours de cette négociation, la mise à exécution des mesures arrêtées pour l’occupation militaire du Grand-duché ;
(...) »

### Premier traité

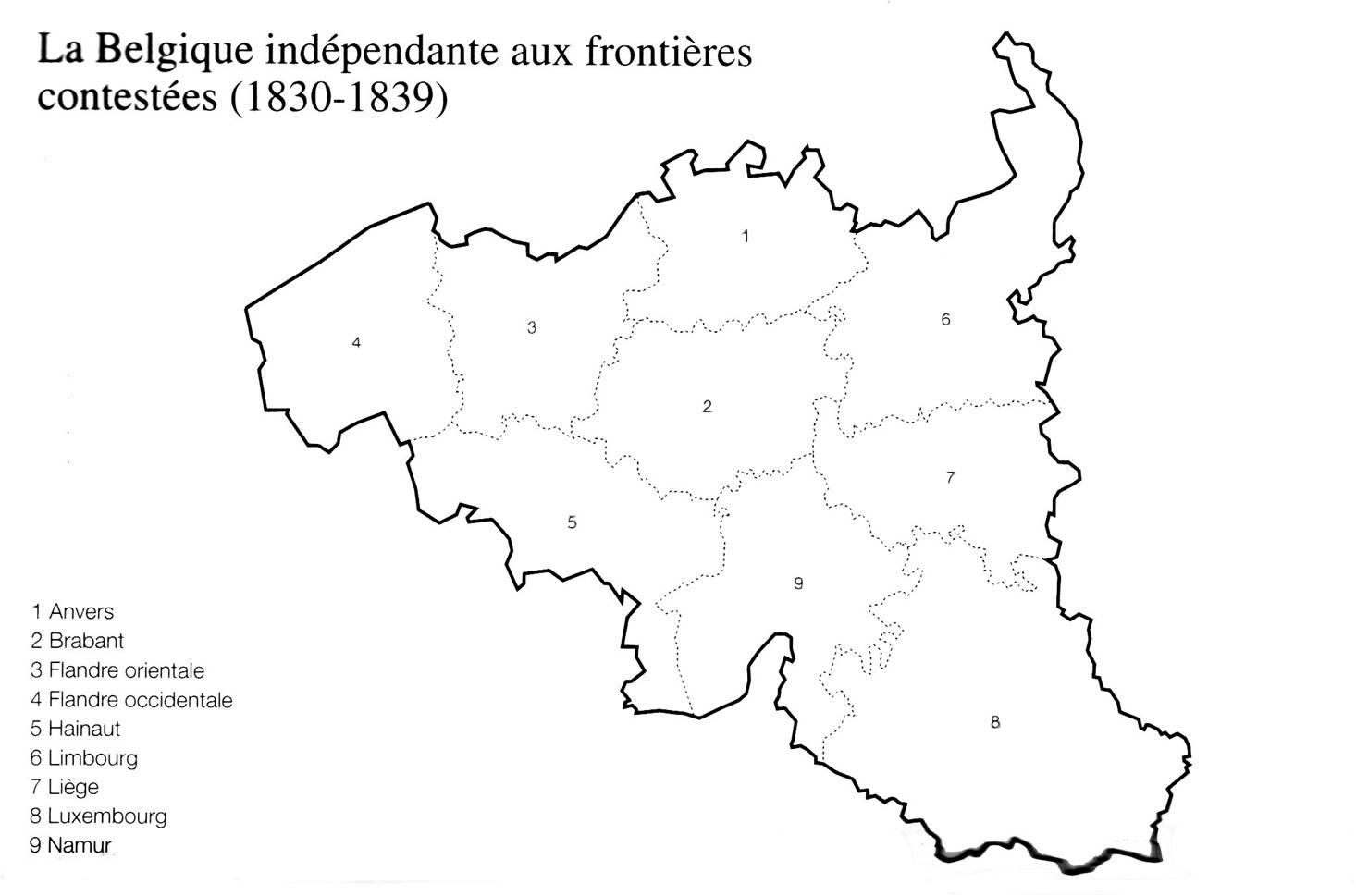
Le territoire belge tel que proclamé comme indépendant du royaume uni des Pays-Bas par le gouvernement provisoire de Belgique en 1830, avec l'annexion du grand-duché de Luxembourg dès le 16 octobre.

Un premier traité est alors signé par les grandes puissances réunies lors de la conférence de Londres (à l'exception notable des Pays-Bas), le 26 juin 1831 : le traité des XVIII articles. Celui-ci reconnaît tacitement l'annexion du grand-duché de Luxembourg par la Belgique en actant les frontières de la Belgique telles que proclamées par le gouvernement provisoire en attendant néanmoins un arrangement quant à la question du Luxembourg et à son éventuel rachat, ceci étant précisé comme tel par l'article 3  :

« Les cinq puissances emploieront leurs bons offices pour que le statu quo dans le grand-duché de Luxembourg soit maintenu pendant le cours de la négociation séparée que le souverain de la Belgique ouvrira avec le roi des Pays-Bas et avec la Confédération germanique, au sujet dudit grand-duché, négociation distincte de la question des limites entre la Hollande et la Belgique. »

Toutefois, ce premier traité ne fut jamais reconnu par Guillaume Ier qui avait pour dessein de mater la révolte et de récupérer ce qu'il considérait toujours comme étant les Pays-Bas méridionaux.

### Deuxième traité

Carte recensant les langues germano-néerlandaises en Europe, où l'on peut voir la frontière linguistique luxembourgeoise.

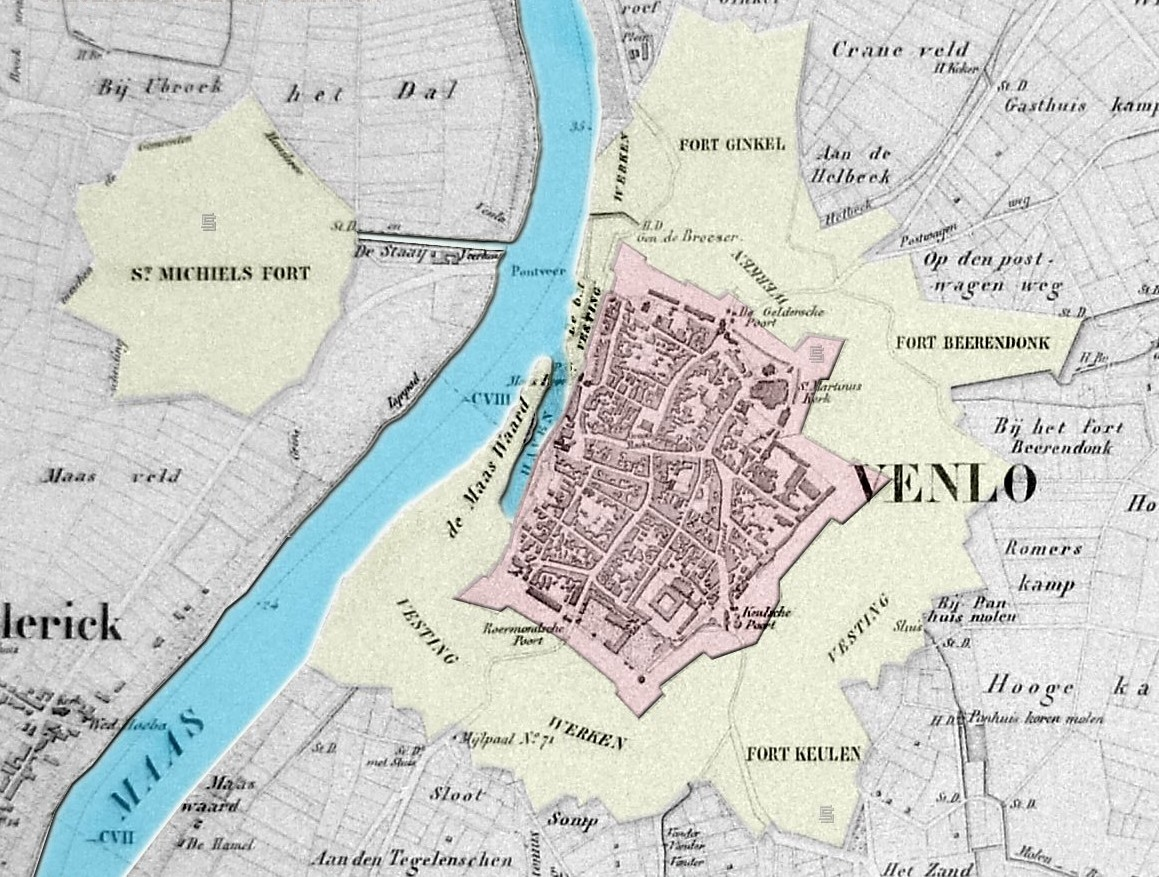
Tout comme Maastricht, Venlo, autrefois belge, fut cédée lors de la scission du Limbourg en compensation de l'octroi à la Belgique de sa future province de Luxembourg.

Après la prestation de serment du premier roi des Belges, Léopold Ier, le 21 juillet 1831, Guillaume Ier relance la guerre belgo-néerlandaise dans le but de reconquérir ses terres et viole l'armistice avec le lancement de la Campagne des dix-jours dès le 2 août. Celle-ci se solde par un échec néerlandais mais uniquement grâce à l'intervention d'une armée expéditionnaire française, ce qui décrédibilise grandement la Belgique, vue comme étant incapable de défendre son propre territoire et les places fortes majeures, dont celles de Luxembourg et de Maastricht. La conférence de Londres se réunit alors une nouvelle fois et propose un nouveau traité, nettement moins favorable à la Belgique : le traité des XXVII articles. Celui-ci impose au jeune royaume de rendre une partie du Limbourg et du Luxembourg à la maison d'Orange-Nassau. 
Pour ce faire, les frontières de la Belgique sont modifiées :
- La nouvelle Frontière entre la Belgique et les Pays-Bas scinde le Limbourg en deux, essentiellement le long de la Meuse : la partie occidentale revenant à la Belgique, tandis que la partie orientale voit se reformer le duché de Limbourg, octroyé non pas aux Pays-Bas, mais bien à la confédération germanique afin de compenser la perte de la partie occidentale du Luxembourg laissé à la Belgique. Plusieurs exceptions majeures sont faites à la frontière meusienne, comme la cession dans l’entièreté de la ville de Maastricht, ainsi que des terres située de Ruremonde à Venlo, ville fortifiée autrefois située à l’extrémité septentrionale de la Belgique.

- Une frontière entre la Belgique et le Luxembourg est tracée en se basant sur des critères linguistiques. Les territoires reconnus comme étant de langue romane (ardennais, gaumais, lorrain, wallon etc.) sont laissés à la Belgique, tandis que les territoires de langue germanique (areler, luxembourgeois, moyen allemand, moyen francique etc.) deviennent la « partie cédée » et sont rendus au grand-duc de Luxembourg, Guillaume Ier. La séparation est précisée comme telle dans l'article 2 du traité des XXVII articles[13]:

« Dans le grand-duché de Luxembourg, les limites du territoire belge seront telles qu'elles vont être décrites ci-dessous :
À partir de la frontière de France entre Rodange, qui restera au grand-duché de Luxembourg, et Athus, qui appartiendra à la Belgique, il sera tiré, d'après la carte ci-jointe, une ligne qui, laissant à la Belgique la route d'Arlon à Longwy, la ville d'Arlon avec sa banlieue, et la route d'Arlon à Bastogne, passera entre Messancy, qui sera sur le territoire belge, et Clémency, qui restera au grand-duché de Luxembourg, pour aboutir à Steinfort, lequel endroit restera également au grand-duché. De Steinfort, cette ligne sera prolongée dans la direction d'Eischen, de Hecbus, Guirsch, Oberpalen, Grende, Nothomb, Parette et Perlé, jusqu'à Martelange ; Hecbus, Guirsch, Grende, Nothomb et Parette devant appartenir à la Belgique, et Eischen, Oberpalen, Perlé et Martelange, au grand-duché. De Martelange, ladite ligne descendra le cours de la Sûre, dont le thalweg servira de limite entre les deux États, jusque vis-à-vis Tintange, d'où elle sera prolongée aussi directement que possible vers la frontière actuelle de l'arrondissement de Diekirch, et passera entre Surrel, Harlange, Tarchamps, qu'elle laissera au grand-duché de Luxembourg, et Honville, Hivarchamps et Loutermange, qui feront partie du territoire belge ; atteignant ensuite, aux environs de Doncols et de Soulez, qui resteront au Grand-Duché, la frontière actuelle de l'arrondissement de Diekirch, la ligne en question suivra ladite frontière jusqu'à celle du territoire prussien. Tous les territoires, villes, places et lieux situés à l'ouest de cette ligne, appartiendront à la Belgique ; et tous les territoires, villes, places et lieux situés à l'est de cette même ligne, continueront d'appartenir au grand-duché de Luxembourg. »

Localement, des propriétaires terriens ou maîtres de forge des débuts de l'industrie sidérurgique firent jouer leurs relations pour que leurs terres ou entreprises soient rattachées à la Belgique plutôt que d'être laissées au grand-duché. Parmi eux, Jean-Baptiste Nothomb, alors détaché au cabinet du ministre des Affaires étrangères, tenta de rattacher Pétange (où sa famille dispose d'un château) mais sans succès.
Toutefois, ce traité ne fut ni signé ni reconnu par le roi grand-duc Guillaume, et ne fut pas non plus appliqué par la Belgique qui continuait d'administrer le Luxembourg, selon les termes de la convention militaire belgo-luxembourgeoise signée le 20 mai 1831.

#### Exceptions linguistiques et particularité duPays d'Arlon

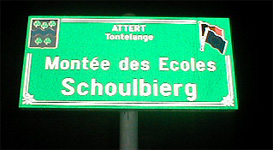
L'Areler, patois luxembourgeois, demeure utilisé dans le Pays d'Arlon, comme ici ce panneau de rue dans les deux langues, à Tontelange.

L'exception majeure de la séparation sur base linguistique se trouve avec le Pays d'Arlon, attribué à la Belgique bien que la région soit de langue vernaculaire luxembourgeoise : l'Areler. Ceci est dû à l'insistance de l'ambassadeur plénipotentiaire du roi des français, Charles-Maurice de Talleyrand-Périgord, qui voulait que la route menant de Metz à Liège, passant par Thionville, Longwy, Arlon, Martelange et Bastogne, demeure belge, ainsi que ses villages environnants. Il s'agit aujourd'hui des tronçons des routes nationales belges N4, N81 et N883. Ceci dans le but de la soustraire à l'influence de la confédération germanique dont le grand-duché en était un état membre et dont la forteresse de Luxembourg était toujours habitée par une garnison prussienne.
Une autre exception est à trouver avec les villages « wallons » de Doncols et de Sonlez (près de Bastogne) cédés au grand-duché.

### Fin de la guerre belgo-néerlandaise
Le traité des XXVII articles restant lettre morte, puisque non-ratifié par Guillaume Ier, la guerre belgo-néerlandaise continua jusqu'à l’épisode du siège d'Anvers, lors duquel l'armée expéditionnaire française revint en Belgique pour déloger les dernières troupes de l'armée néerlandaise qui y maintenaient une garnison dans la citadelle.
Après le retrait des troupes du roi grand-duc, les négociations reprennent avec la signature de la convention de Londres le 21 mai 1833 qui jette les bases de l'accord final de paix, conclu par la convention de Zonhoven le 18 novembre de la même année, mettant définitivement fin à la guerre. Malgré plusieurs contentieux, entre autres autour de la navigation sur l'Escaut ou au sujet des garnisons présentes dans les forteresses de Luxembourg ou de Maastricht, la Belgique continue d'administrer le territoire, ignorant le traité des XXVII articles. 
Dès 1836, elle met en place un conseil provincial dans ses différentes provinces, y compris dans le Limbourg et le Luxembourg. Ce dernier déclare que « tous les Luxembourgeois ne voulaient qu'un roi, celui des Belges ; qu'un drapeau, celui de Septembre ; qu'une patrie, la Belgique. ».

### Acceptation du traité par GuillaumeIer
Le 14 mars 1838, à la surprise générale, Guillaume Ier consent à adhérer au traité des XXVII articles dans une note remise par son ambassadeur, Salomon Dedel, à Lord Palmerston, le ministre plénipotentiaire britannique. La nouvelle fut publiée dans la presse le 19 mars et, dès le lendemain, le député François d'Hoffschmidt interpelle la Chambre des Représentants à ce sujet. S'ensuivront des nombreux débats, la Belgique ayant, depuis lors, considéré le second traité de 1831 comme étant caduque et administrait l’entièreté du Limbourg et du Luxembourg (à l'exception des forteresses et de leur rayon d'influence) où elle percevait des taxes, imposait la Constitution, y faisait régner l'ordre par sa gendarmerie et desquels étaient issus des représentants politiques à tous les échelons du pouvoir, comme dans n’importe laquelle des neuf provinces belges.

## Déroulement
La scission du Luxembourg (ainsi que celle du Limbourg) intervient après l'acceptation inattendue du deuxième traité de Londres par Guillaume d’Orange-Nassau, le 14 mars 1838, soit près de huit ans après sa ratification. Cette adhésion marque de facto la reconnaissance de l’existence ainsi que de l’indépendance de la Belgique de la part du roi des Pays-Bas. S’ensuit alors la reprise des discussions internationales par la conférence de Londres où un accord définitif est trouvé le 11 décembre 1838, malgré les nombreuses protestations belges. L'accord fut traduit dans un troisième traité, le traité des XXIV articles, signé le 19 avril 1839 et actant les deux scissions. Les nouvelles frontières, quant à elles, furent mises en place par le traité de Maastricht signé le 8 août 1843.

### Tentatives belges de négociations

#### Adresses au Roi
Dès le 30 avril 1838, la Chambre des Représentants vote, à l'unanimité des 70 membres présents, une première adresse au Roi des belges, Léopold Ier, en l'informant du souhait des députés de maintenir l'intégrité du territoire belge :

« Sire, 
En 1831, des circonstances malheureuses menaçaient la Belgique du douloureux sacrifice de nos frères du Luxembourg et du Limbourg ; peut-il se consommer encore aujourd’hui que sept années d’existence commune les ont attachés à la Belgique ? La chambre, Sire, ose espérer que, dans les négociations à ouvrir pour le traité avec la Hollande, l’intégrité du territoire belge sera maintenue. »

Le 17 novembre 1838, la Chambre vote une nouvelle adresse au Roi Léopold Ier en se prononçant ouvertement contre le traité des XXIV articles et donc contre la scission du Limbourg et celle du Luxembourg. Celle-ci fut également votée à l'unanimité des 83 députés présents et portée par onze d'entre eux, tirés au sort. Un extrait de l'adresse au Roi évoquant le Luxembourg : 

« (...) Cependant, les erreurs commises dans le partage des dettes du royaume des Pays-Bas, son aujourd’hui manifeste ; et une expérience de huit années a démontré que les anciens et intimes rapports du Limbourg et du Luxembourg, avec les autres provinces belges faisaient le bonheur de toutes, sans troubler la paix d’aucun contrée de l’Europe.
Depuis quatre siècles, le Luxembourg est uni à la Belgique. La révolution belge n’a point opéré sa réunion aux autres provinces ; elle n’a fait que la maintenir. Cette province, bien que qualifiée de grand-duché, n’a jamais été régie comme état allemand. Les actes organiques et publics du gouvernement des Pays-Bas ont constitué les neuf provinces méridionales, conformément à leur existence antérieure, sans établir aucune distinction pour le Luxembourg. La Belgique n’a rien ajouté à leurs limites ; elle s’est séparée des provinces du Nord ; elle a voulu un Roi pour elle-même ; elle a reconnu les droits militaires de la confédération germanique, seuls droits exceptionnels établis sur le territoire des Pays-Bas ; elle les a reconnus tels qu’ils subsistaient depuis quinze ans. (...) »

#### Envoi de diplomates
Le 2 janvier 1839, le Conseil des ministres décide d’envoyer deux négociateurs belges à Londres et à Paris, afin de plaider en faveur du maintien territorial de la Belgique. Étienne de Gerlache, député originaire du Luxembourg (Biourge) se rend à Londres afin d'y rencontrer Lord Palmerston, tandis que Félix de Merode, originaire de Maastricht, part à Paris rencontrer son gendre, Charles de Montalembert. Ils devaient obtenir que le Royaume-Uni et la France appuient une offre de 60 millions de francs belges, pouvant aller jusqu'à 100 millions, pour amener les Pays-Bas à renoncer au Limbourg et au Luxembourg. Au cas où il ne subsisterait aucun espoir de conserver la totalité du territoire, ils étaient autorisés à faire proposer par une tierce personne, outre un capital en argent, l'abandon de Venlo aux Pays-Bas et d'une partie du Luxembourg au grand-duc (un territoire d'un rayon d'une demi-lieue autour du Luxembourg et les régions entre la route de Trèves et de Thionville ».
Ce fut en vain : le 22 janvier, la France déclare adhérer définitivement à l'ultimatum de la conférence de Londres et donc au traité des XXIV articles. Côté britannique, Lord Palmerston demeure intransigeant en affirmant que « les démonstrations populaires, l'effervescence des esprits, le vœu général, l'entraînement des masses, etc., ne sont point des raisons, des arguments à opposer à des engagements solennellement contractés envers les cinq Puissances ». Le 23 janvier, la conférence de Londres repoussait définitivement la proposition de rachat des parties du Limbourg et du Luxembourg.

### Débats parlementaires

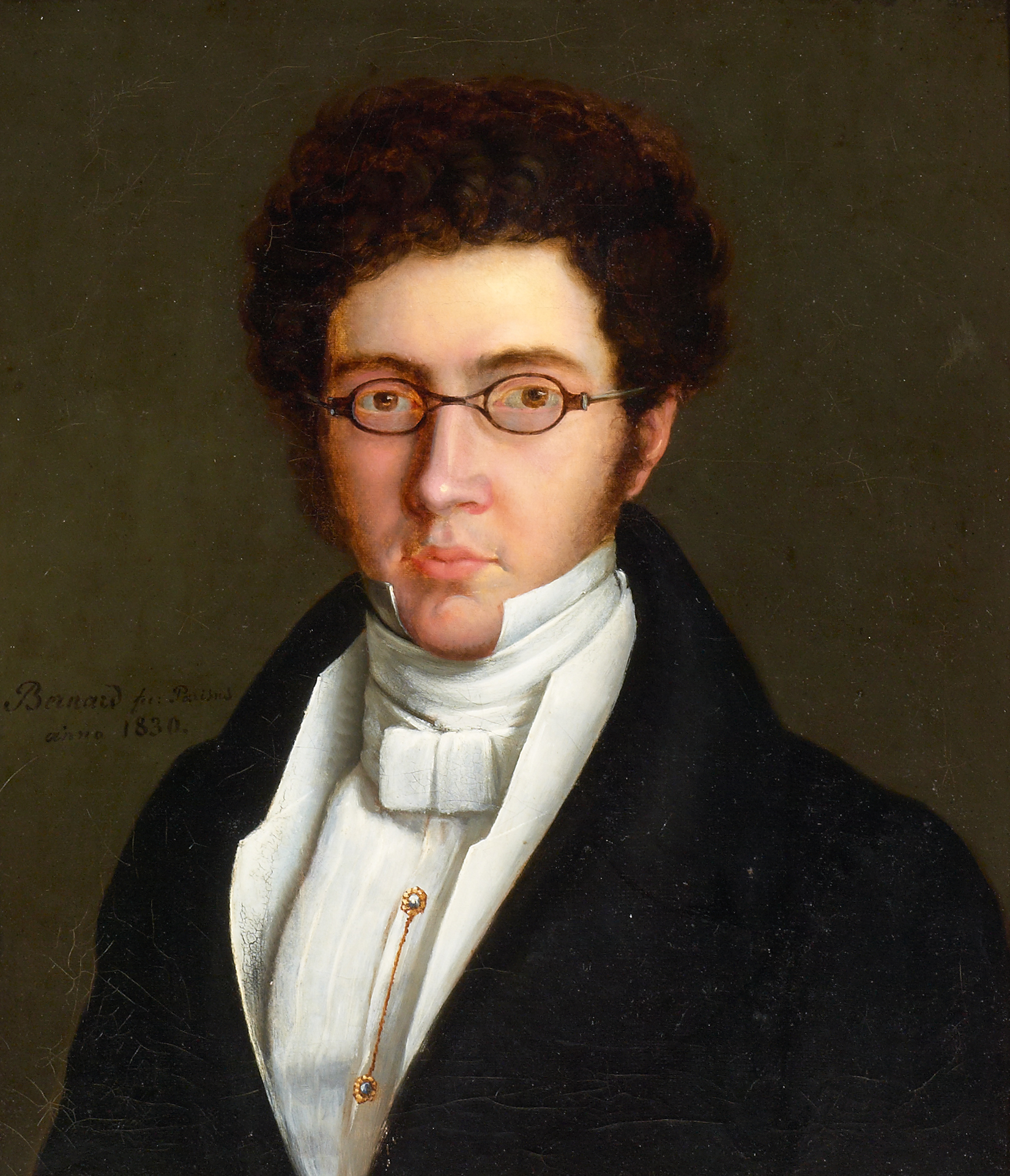
D'abord ardent défenseur du grand-duché de Luxembourg, Jean-Baptiste Nothomb vota finalement « pour » la scission en 1839.

Les débats au Parlement belge en vue d’accepter ou non les accords de la conférence de Londres débutèrent le 26 février 1839 et se conclurent par le vote en faveur de la signature du traité le 19 mars.

Lors de la séance du 4 mars 1839 à la Chambre des Représentants, Jean-Baptiste Nothomb, député luxembourgeois originaire de Messancy, surprend l'opinion avec un discours en faveur de la signature du traité en la justifiant, en partie, de la sorte : 

« (...) Recherchons donc ce que l’on peut faire en refusant l’adhésion.
La seule idée qui se présente, c’est la guerre, et même la guerre immédiate.
La guerre immédiate, je suis embarrassé de définir ce système, bien que ce soit, hors le parti de la guerre, le seul logique. La guerre, et contre qui ? La guerre, et avec quelles chances de succès ? la guerre, et par quels moyens ? Vous avez contre vous la Hollande, contre vous la confédération germanique, contre vous les cinq puissances ; à qui de préférence déclareriez-vous la guerre ? Vous vous jetteriez dans le Brabant septentrional ; vainqueurs, il vous restera encore à vaincre la confédération germanique et à faire reconnaître les résultats de votre victoire par les cinq puissances. (...) »

### Vote
Le 19 mars 1839, les députés de la Chambre des représentants votent pour l'adoption du traité des XXIV articles avec les termes suivants : 

« Le Roi est autorisé à conclure et à signer les traités qui règlent la séparation entre la Belgique et la Hollande, en conformité desdits actes en date du 23 janvier 1839, sous telles clauses, conditions et réserves que Sa Majesté pourra juger nécessaires ou utiles dans l’intérêt du pays. »

Sur les 100 membres qui prennent part au vote, 58 votent pour l’adoption et 42 votent contre. Parmi les députés votant « pour » se trouve Jean-Baptiste Nothomb, luxembourgeois né à Messancy qui avait été, jusque là, fervent défenseur des belges et des luxembourgeois et dont le vote fut pris comme une trahison dans le grand-duché de Luxembourg.

Le député Alexandre Gendebien signe « contre » en lançant une phrase restée célèbre : 

« Non, 380000 fois non pour 380000 Belges que vous sacrifiez à la peur ! »

 Immédiatement après le vote, il présente sa lettre de démission et quitte l'assemblée.

### Séparation physique
La frontière entre la Belgique et le Luxembourg en tant que telle sera balisée par 507 bornes, dont 287 en fonte, ayant un numéro et les armoiries des deux pays. Celles-ci furent installées à partir de 1843, après la signature du traité de Maastricht.

## Conséquences

### Géographiques

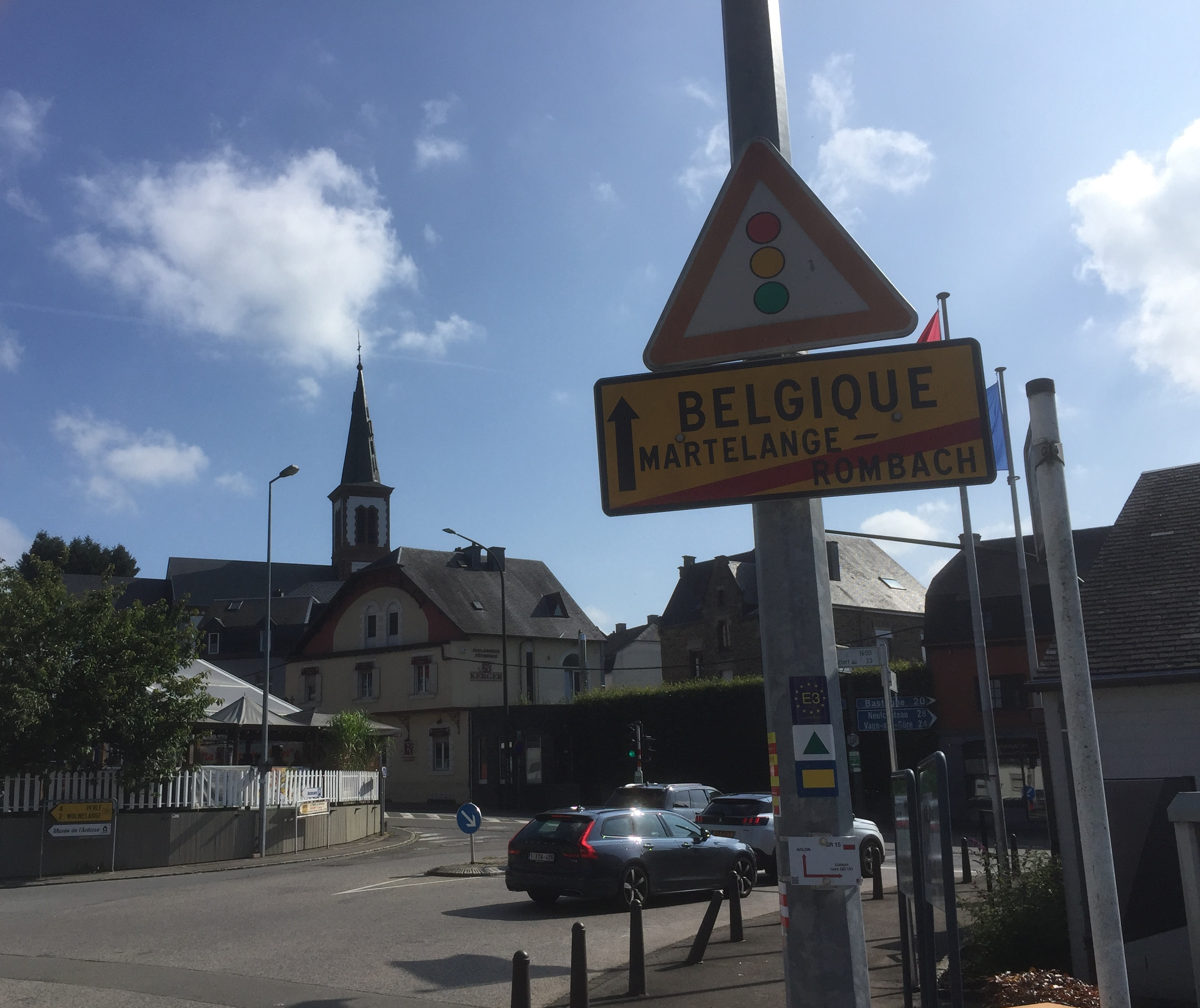
Le tracé de la frontière entre la Belgique et le Luxembourg coupa le village de Martelange en deux le long de l'actuelle route nationale 4. Coté occidental, Martelange demeura belge tandis que les bâtiments situés côté oriental formèrent le village désormais luxembourgeois de Rombach-Martelange (commune de Rambrouch).

- Le village de Martelange fut coupé en deux par le tracé de la frontière entre la Belgique et le Luxembourg qui suivait la route entre Arlon et Bastogne, aujourd'hui la route nationale 4. Des négociations eurent lieu afin de trouver une solution à la problématique de ce village qui, initialement, devait demeurer entièrement luxembourgeois, malgré le rattachement du Pays d'Arlon à la Belgique. L'insistance de plusieurs députés luxembourgeois à la Chambre, dont Constant d'Hoffschmidt, représentant l'arrondissement administratif de Bastogne, mena à la scission du village de part et d'autre de la route, qui, elle, demeure belge. Depuis lors, les bâtiments situés du côté occidental de la route forment Martelange, une commune belge tandis que ceux situés du côté oriental de la route forment Rombach-Martelange, un village de la commune de Rambrouch au Luxembourg. Cette situation pour le moins cocasse profite de manière notoire aux stations-services situées du côté luxembourgeois de la route et vendant alcools, carburants, tabacs et autres produits aux tarifs et à la fiscalité luxembourgeoise.
- La commune de Perlé est coupée en deux et doit donner à la Belgique les villages de La Folie et de Neuperlé (tous deux à la commune de Martelange).

### Nationalité
Après la scission, le peuple luxembourgeois est invité à choisir sa nationalité, belge ou luxembourgeoise. L’article 17 du traité des XXIV articles précisait déjà que les habitants des deux pays pouvaient, dans les deux ans, transférer leur domicile et leurs biens d’un pays à l’autre. La Belgique précisa cette disposition par la « loi d’indigénat belge du 4 juin 1839 » disposant que les luxembourgeois qui veulent garder l’« indigénat » belge doivent faire une déclaration dans ce sens et transférer leur domicile en Belgique endéans les six mois. 2 000 Luxembourgeois acquerront l’« indigénat » belge.
De l'autre côté de la frontière, l’ordonnance royale grand-ducale du 18 novembre 1839 sur la « manière de conserver la qualité de Luxembourgeois » entre en vigueur et dispose :

« article 1 : Les fonctionnaires conservent la « qualité de Luxembourgeois » s’ils restent employés dans le service civil ou militaire du Grand-Duché. ;
article 2 : Les personnes, « dont la qualité de Luxembourgeois pourrait éprouver quelque altération par suite des traités du 19 avril dernier », qui résident dans la partie luxembourgeoise du Grand-Duché doivent, dans les deux mois, déclarer vouloir conserver la qualité de Luxembourgeois et y fixer leur domicile. ;
article 3 : Les personnes nées dans l’actuelle province belge du Luxembourg et qui y résident toujours en 1839 doivent, dans les deux ans, demander au souverain l’autorisation de pouvoir se fixer au Luxembourg. Ils disposent ensuite d’un an pour s’établir effectivement au Grand-Duché et y faire la déclaration de vouloir conserver la « qualité de Luxembourgeois ». ;
article 4 : Les délais mentionnés à l’article 3 sont prolongés en faveur des personnes résidant hors de la Belgique, à savoir de trois mois si ces personnes se trouvent en Europe, de six mois si elles sont dans le Levant, dans l’Afrique, les Indes occidentales, ou dans la partie orientale de l’Amérique, et d’une année, si elles sont dans les Indes orientales ou dans la partie occidentale de l’Amérique. ; »

### Territoriales

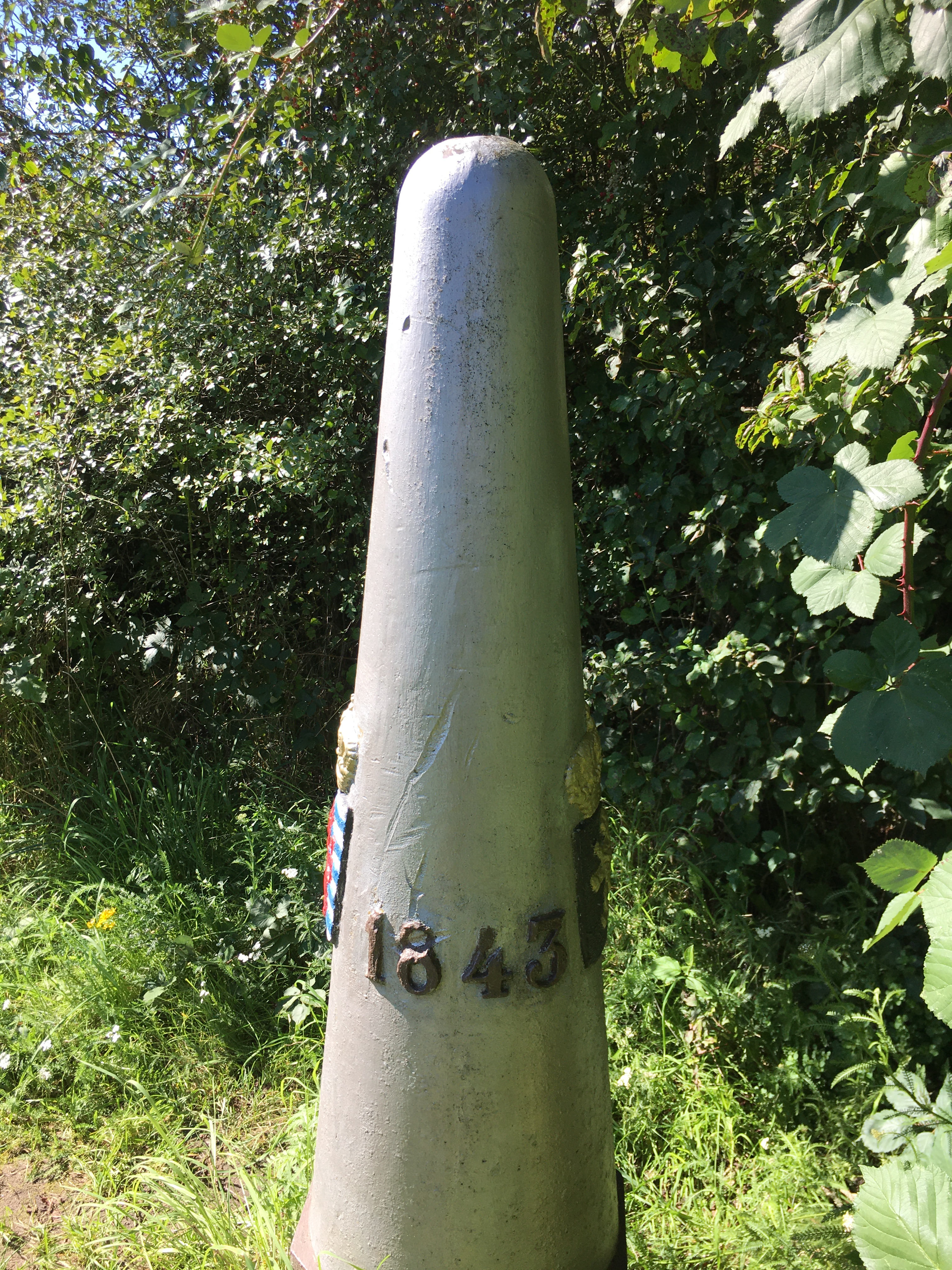
La borne frontière n°1 au tripoint Belgique-France-Luxembourg (Athus / Mont-Saint-Martin / Rodange) date de 1843.

La frontière entre la Belgique et le Luxembourg fut définitivement entérinée en 1843, notamment par l'installation des bornes frontières la délimitant.

## Réactions

### Réactions internationales
Le 6 décembre 1838, le protocole final de la conférence de Londres déclare irrévocables les arrangements territoriaux acceptés par les Belges lors de la signature du traité des XXVII articles le 15 novembre 1831, lors duquel la scission avait été actée et la frontière traçée.

### Réactions politiques belges
De nombreux hommes politiques réagirent avec virulence au démantèlement de la Belgique, par le traité des XXIV articles dont la scission du Luxembourg et celle du Limbourg demeuraient les principales conséquences démographiques et géographiques. Plusieurs d'entre eux, luxembourgeois d'origine, s'étaient ralliés à la Révolution belge huit ans plus tôt et préférèrent démissionner dès le 4 février 1839 plutôt que d'approuver la signature du traité. Parmi eux l'on trouve des ministres importants du gouvernement de Theux I :
- Édouard d'Huart, Ministre des finances, remplacé par Léandre Desmaisières.
- Antoine Ernst, Ministre de la Justice, remplacé par Jean-Baptiste Nothomb.
- Félix de Merode, Ministre d'État.
- François d'Hoffschmidt, représentant de l'arrondissement administratif de Bastogne, est remplacé par son frère, Constant d'Hoffschmidt.

- Le 19 mars 1839, le député Alexandre Gendebien démissionne immédiatement après le vote d'approbation par la Chambre en faveur de la signature du traité (par 58 voix contre 42) et quitte les lieux dans la foulée.

### Réactions populaires
- Le 22 avril 1838, l'affaire de Strassen fit tache d'huile lorsque les habitants du village de Strassen affichèrent un drapeau luxembourgeois en haut d'un arbre. Plusieurs autres entités situées non loin de la forteresse de Luxembourg en firent de même, entraînant une intervention militaire de la garnison prussienne pour les enlever. Cette intervention dans le territoire supposément contrôlé par la Belgique entraîna de vifs débats à la Chambre des représentants et jusqu'au parlement de Francfort.
- Le 5 mai 1838, la Société centrale patriotique du Luxembourg est créée par un groupe composé entre autres d'Emmanuel Servais, l'un des fondateurs de L'Écho du Luxembourg, afin de s'opposer à la scission.

#### Pétitions de communes et villes luxembourgeoises
De nombreuses communes et villes de Belgique adressèrent des pétitions dites « contre le démembrement du territoire belge » à la Chambre des représentants. Celles-ci furent traitées et relayées par la commission des Pétitions. Les 65 premières pétitions sont présentées à la Chambre lors de la séance du 16 mai 1838 par Charles Doignon, membre de la commission. Parmi les différents pétitions issues du Luxembourg, on trouve, entre autres des lettres provenant des communes et villes : d'Arlon, de Bertrange, de Kehlen ou de Mamer. Cette dernière s'adresse à la Chambre comme suit :

« Le conseil communal de Mamer, à MM. les membres de la chambre des représentants.
Messieurs,
Lorsqu’en 1831 la Belgique a été envahie, les Luxembourgeois n’ont pas fait défaut ; ils ont tous répondu à l’appel fait par le régent ; mais aussi ils ont compté sur les paroles rassurantes de ce chef :
« Luxembourgeois ! Vous êtes, vous resterez Belges ; vos frères des autres provinces ne vous abandonneront jamais. » Nous avons cru à ces paroles ; nous y avons cru d’autant plus volontiers que notre bonheur était attaché à cette belle promesse ; nous y croyons encore aujourd’hui, messieurs, au jour que nous sommes menacés de nouveau par les négociations reprises à Londres, et dont le traité des 24 articles doit faire la base ; traité inique, conclut sans et malgré nous, que nous repoussons de tous nos moyens, dussions-nous encore une fois courir les chances d’une opposition à main armée. »

En date du 28 décembre 1838 (présentation à la Chambre), d'autres lettres viennent s'ajouter, provenant, entre autres, de Bettembourg, Ettelbruck, Marche-en-Famenne, Mersch, Remich, Tournay ou encore Wormeldange. Voici, par exemple, le texte de la ville de Marche-en-Famenne :

« La Belgique, heureuse sous le gouvernement du Roi qu’elle a choisi, est menacée, même dans son existence, par un divorce honteux, que l’on veut lui imposer ; deux provinces comprises dans la même famille, liées par sympathie, ses intérêts moraux et matériels, et qui ont brisé, au prix de leur sang, le joug qui nous oppressait, ne peuvent être séparées sans violer tous sentiments de justice, d’honneur et de reconnaissance. Peut-on rejeter de ses bras des frères, qui partagent nos affections, notre attachement à la patrie commune, nos destinées ? Peut-on les livrer à celui qui, foulant aux pieds des obligations sacrées, les a forcés à briser son sceptre de fer ? Non, aucun Belge ne peut y consentir, dut-on s’exposer à tous les sacrifices possibles. »

## Traces et liens actuels

### Identité
Plusieurs personnalités évoquèrent à différentes reprises les liens restés solides entre les luxembourgeois après la scission. Parmi elles :
- Le 1er mars 1922, dans le cadre de la signature de la convention d'union économique belgo-luxembourgeoise, Alfred Orban de Xivry déclare lors de la séance du Sénat belge[30] : « Les hommes de mon âge ont, dans notre province, été élevés au milieu des regrets de la génération précédant la nôtre, qui pleurait la perte toute récente de cette belle région, à laquelle nos populations continuent à donner l’appellation si caractéristique de partie cédée. A la fois Belges et Luxembourgeois, nous sommes, tout aussi bien que les Flamands, fiers de l’histoire de la Flandre, que les Brabançons, épris de la grandeur de la leur, restés très attachés au souvenir du passé. Nous avons contribué à conserver, des deux côtés de la frontière, un lien que nous nous réjouissons de voir resserré par le pacte en discussion. »

### Nationalité luxembourgeoise
En 2008, après une révision de la Constitution du Luxembourg, l'article 89 de la loi du 23 octobre de la même année stipule que si le demandeur peut produire une preuve attestant qu'il a un aïeul Luxembourgeois à la date du 1er janvier 1900 dont il est le descendant en ligne directe, il peut obtenir la nationalité luxembourgeoise sans passer par les tests de langue ou les cours d'instruction civique. Cette loi fut révisée et ne permet plus l’acquisition de la nationalité sur base de l'article 29 après le 31 décembre 2018. En 2021 des statistiques ont montré que près de 11 000 Belges avaient pu bénéficier de cette mesure.

### Traces

Le drapeau de la province de Luxembourg est volontairement identique au drapeau du Luxembourg, à part l'adjonction des armoiries provinciales, au centre.

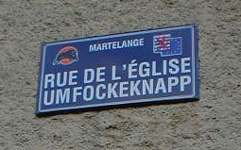
Plusieurs communes du Pays d'Arlon maintiennent le nom des rues en français et en luxembourgeois, comme Attert ou Martelange.

- Le drapeau de la province de Luxembourg, adopté officiellement le 23 mars 1955, est quasiment identique au drapeau du Luxembourg, seules viennent s'y ajouter les armoiries du Luxembourg, au centre. C'est une volonté de la province de Luxembourg inscrite dans l'acte d'adoption du drapeau qui mentionne que : « ... les deux parties du Luxembourg séparées par les traités de 1839 devraient avoir un drapeau identique. »
- Plusieurs rues portent le nom de « Deux Luxembourg », comme à Athus ou à Arlon.
- Les armoiries du Limbourg et du Luxembourg sont reprises sur de nombreux symboles de chaque côté de la frontière pour marquer l’identité luxembourgeoise. Côté belge, on les retrouve notamment comme base des armoiries provinciales mais aussi sur le blason de villes comme Arlon, Durbuy ou encore de Nassogne. Côté luxembourgeois, outre les armoiries nationales, les couleurs historiques des comtes et ducs de Luxembourg ont, entre autres, inspiré le célèbre pavillon de la batellerie et de l'aviation.
- Le Chant des Luxembourgeois composé en 1871 par Godefroid Kurth, alors étudiant à l'université de Liège, est parfois considéré comme l'hymne officieux de la province de Luxembourg[33] et fut d'ailleurs repris pour composer la marche des Chasseurs ardennais. Il reprend les marques de la scission dans son troisième couplet :

« Des souverains les volontés altières,
Jusqu’aujourd’hui nous séparent en vain,
Et, par dessus d’impuissantes frontières,
En souriant, nous nous tendons la main;
De nos aïeux morceler l’héritage,
Divisez-nous en deux peuples, ô rois,
Notre amitié se rit de vos partages,
Il n’est ici que des Luxembourgeois. »

- Le 15 juin 2023, les ministres de la défense belges (Ludivine Dedonder) et luxembourgeois (François Bausch) ont signé un accord de coopération concernant la mise en place et l'exploitation conjointe d'un bataillon de reconnaissance de combat médian à l’horizon 2028. Cette unité binationale sera casernée à Arlon[34], en Belgique, et comprendra environ 700 hommes répartis en quatre escadrons : deux belges et deux luxembourgeois[35].
- Le Pays d'Arlon continue de défendre le dialecte luxembourgeois local (l'Areler). En juin 2023, à la suite de l'avis favorable de la Commission royale de toponymie, le conseil communal d'Attert décide que les noms de tous les villages de la commune seront déclinés en français et en luxembourgeois[36].

## Évocation d'une réunification

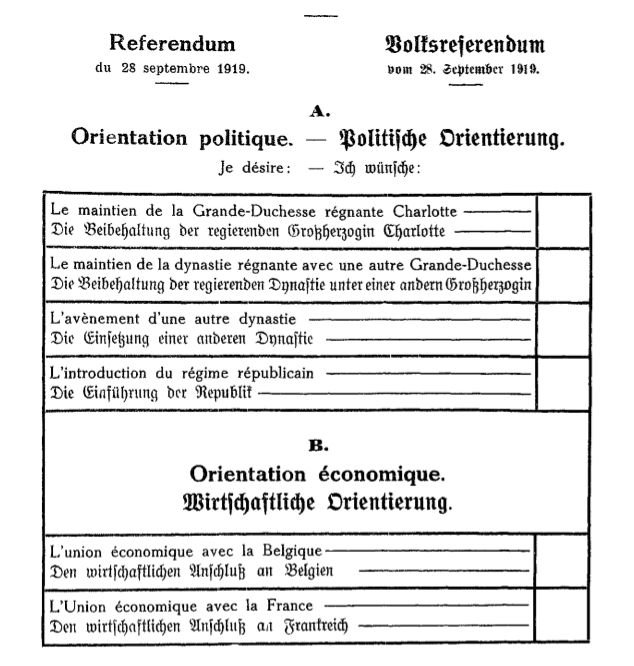
Le bulletin de vote du référendum luxembourgeois de 1919 où il était, entre autres, question de l'« avènement d'une autre dynastie », visant particulièrement les désirs de rattachement belges en guise de compensation pour les dommages de la première Guerre mondiale.

La réunification des « deux Luxembourg » a plusieurs fois été remise au goût du jour depuis la scission. Par exemple :
- Le 29 mars 1848, dans le contexte de la révolution française de 1848, les quotidiens belges L'Echo du Luxembourg et luxembourgeois le Courrier du Grand-Duché de Luxembourg (en) relançaient les désirs d'union des deux Luxembourg en écrivant notamment[37] : « II est incontestable que les états font aujourd’hui ce qui leur convient, et que s’il en est un qui se trouve laissé par les anciens traités, son droit est ouvert. Il n’a d’ailleurs pas été prescrit. Ceci posé, nous nous demandons si, pour nous Luxembourgeois, il n’est rien à faire dans l’occurrence. En 1839, on nous a séparés, taillés, triés, malgré nos protestations. Nous avons cédé à la force majeure. On a disposé de nous, malgré nous, contre nous. En nous séparant, nous ne nous sommes pas dit un éternel adieu. Nous avons déclaré qu’à l’heure de l’émancipation des peuples, notre tour reviendrait ! »
- Pendant la crise luxembourgeoise de 1867, le ministre-président autrichien, Friedrich Ferdinand von Beust, proposa de réunir à nouveau le grand-duché de Luxembourg à la Belgique en échange des huit cantons des provinces de Hainaut et de Namur que la France possédait avant la signature du second Traité de Paris de 1815 et qui furent alors rattachés au Royaume uni des Pays-Bas. Toutefois, Napoléon III refusa l'échange mais cela mis la puce à l’oreille de Charles Rogier, chef du gouvernement belge, qui proposa que la Belgique rachète le Luxembourg au grand-duc Guillaume III pour douze millions de francs belges. Le gouvernement du Luxembourg marqua son désaccord, tandis que, côté belge, Rogier trouva un soutien auprès du gouverneur de la province de Luxembourg, Charles Vandamme, mais n'obtint pas un appui total de son gouvernement ni du jeune roi des Belges, Léopold II, plutôt orienté vers l’expansionnisme colonial, notamment avec l'État indépendant du Congo. Malgré l'appui français, particulièrement d'Eugène Rouher, la conférence de Londres ne soutint pas cette proposition et, à la veille de la signature du traité de 1867, Rogier écrivait à Sylvain Van de Weyer, ambassadeur belge à Londres : « De la Belgique à la Hollande, une négociation pour un tel article est impossible. Mécompte pénible pour moi comme pour tous les hommes, je le suppose, de notre révolution d’avoir vu, irrévocablement peut-être, s’échapper une occasion de reconquérir des citoyens que nous avons été forcés d’abandonner en 1839... On aura beau m’objecter les inconvénients, ou même, va-t-on jusqu’à dire, les dangers que pourrait faire naître cette rentrée du Luxembourg dans la famille belge, l’objection disparaît à mes yeux devant la grandeur du but à attendre. »[38]
- Le 17 février 1868 : fondation de la société de l’Union Luxembourgeoise par quarante-trois luxembourgeois de la province de Luxembourg et du Grand-Duché[39]. Plusieurs de ses membres demeurent célèbres, comme Godefroid Kurth.
- Après l'armistice du 11 novembre 1918 qui marque la fin de la Première Guerre mondiale, la Belgique, dans le camp des vainqueurs, cherche à obtenir des compensations pour les pertes et les dégâts subis lors de l'occupation[40]. La question du Luxembourg refait alors surface et le royaume affiche son désir de réunir les deux territoires luxembourgeois en annexant ce qui est devenu le Luxembourg moderne. Le gouvernement belge cherche l'appui de la France et l'obtient dans un premier temps de la part du ministre des Affaires étrangères, Alexandre Ribot, mais le gouvernement Clemenceau se montre par la suite, plus réservé[41]. Côté luxembourgeois, un référendum populaire est lancé le 28 septembre 1919 avec, parmi les six questions posées, celle à propos de l'« avènement d'une autre dynastie », visant la monarchie belge et le potentiel rattachement à la Belgique d'Albert Ier. Une autre interroge les Luxembourgeois quant au pays avec lequel ils souhaiteraient créer une union économique, le choix se posant entre la Belgique ou la France. Celle-ci sera signée avec la Belgique le 25 juillet 1921 après que le royaume n'ait cessé ses ambitions de réunification, perçues de l'autre côté de la frontière comme des « velléités annexionnistes ». La Belgique, quant à elle, obtint finalement comme compensation de l'Allemagne les cantons de l'Est, majoritairement germanophones et rattachés à la province de Liège.